# Rose-Colored Boy
Rose-Colored Boy è un singolo del gruppo musicale statunitense Paramore, il quarto estratto dal loro quinto album in studio After Laughter, pubblicato il 2 marzo 2018.

## Descrizione
Inizialmente reso disponibile per il download e lo streaming nei principali portali musicali online nella sua versione radiofonica (intitolata Mix 2), il brano fa il suo debutto nelle radio statunitensi il 27 marzo 2018. È uno dei tre brani presenti in After Laughter scritto, oltre che da Hayley Williams e Taylor York, anche da Zac Farro, insieme a Pool e Grudges.

## Video musicale
Il videoclip del brano, diretto da Warren Fu e prodotto da Jona Ward, è stato pubblicato il 5 febbraio 2018 e vede i tre membri dei Paramore nelle vesti di giornalisti in un notiziario dal forte stile anni ottanta ribellarsi alle stressanti pretese dei direttori e causare caos all'interno dello studio.

## Tracce
Testi e musiche di Hayley Williams, Taylor York e Zac Farro.
1. Rose-Colored Boy (Mix 2) – 3:37

## Classifiche
| Classifica (2017)           | Posizione massima |
| --------------------------- | ----------------- |
| Nuova Zelanda (heatseekers) | 6                 |
| Stati Uniti (adult top 40)  | 39                |
| Stati Uniti (rock)          | 27                |